# 佩里戈尔
佩里戈尔（法語：[peʁiɡɔʁ] ⓘ；奧克語： 或 ）是法国的一个传统地区，也是历史上的一个行省，大致对应今天的多尔多涅省。佩里戈尔被划分为四个区域：黑色佩里戈尔（Périgord Noir）、白色佩里戈尔（Périgord Blanc）、绿色佩里戈尔（Périgord Vert）与红色佩里戈尔（Périgord Pourpre）。该地区基本上为乡村地区，有着大量的文化遗产、历史遗产与考古发现。 